# Schoepfia
Schoepfia es un género de dicotiledóneas herbáceas y parásitas perteneciente a la familia Schoepfiaceae. Abarca unas 30 especies nativas de América y Asia tropical. El género estuvo incluido durante muchos años dentro de las olacáceas pero los estudios filogenéticos recientes, basados en datos moleculares, indican que está muy poco relacionado con los restantes miembros de esa familia.

## Descripción
Árboles o arbustos inermes, parásitos de raíces de otras plantas. Presentan hojas simples, alternas. Las inflorescencias son paucifloras, racimos generalmente fasciculados en las axilas de las hojas, bracteadas o no. Las flores son hermafroditas; con el cáliz extremadamente pequeño, ciatiforme o crateriforme, con el margen subentero; presentan de 3 a 6 pétalos, unidos entre sí formando un tubo campanulado, a veces pubescentes internamente, los lóbulos valvados, reflexos, blancos, amarillos o rojos. El androceo es isómero respecto al perianto, los estambres antipétalos y unidos al tubo que forma la corola, sésiles o subsésiles, las anteras dehiscentes por hendiduras longitudinales. El ovario con los óvulos péndulos, sin tegumentos, el estilo es delgado y el estigma posee dos o tres lóbulos. El fruto es una drupa, unida y encerradas por el cáliz acrescente, de color verde a rojo.